# Annales valaisannes
Die Annales valaisannes sind eine Schweizer kulturgeschichtliche Fachzeitschrift. Sie veröffentlicht in der Regel in drei Nummern jährlich in französischer Sprache Artikel zur Geschichte und Volkskunde des Kantons Wallis, vorzugsweise zum französischsprachigen Unterwallis; das Pendant für das deutschsprachige Oberwallis sind die Blätter aus der Walliser Geschichte, die dritte kantonale Publikationsreihe für Geschichte sind die Vallesia, das Jahrbuch des Staatsarchiv Wallis.

## Herausgeber und Inhalt
Die Zeitschrift wird seit 1916 von der im Vorjahr gegründeten Société d’histoire du Valais romand herausgegeben.
Sie veröffentlicht neue Arbeiten zur Orts- und Regionalgeschichte des Wallis, die oft auch Aspekte der Schweizer Geschichte und der europäischen Geschichte behandeln; besonders gilt dies für die Geschichte des Alpenraums und der Grafschaft und des Herzogtums Savoyen, zu welchem das Unterwallis bis in die frühe Neuzeit gehörte. Für die internationale Wirtschaftsgeschichte sind Untersuchungen zum Transitverkehr über die Walliser Alpenpässe bedeutend. In der jüngeren Zeit erschienen in den Jahrbüchern regelmässig Arbeiten zur Ur- und Frühgeschichte des Kantons und selten wurden Beiträge zum alten frankoprovenzalischen Walliser Patois und zur Dialektologie veröffentlicht.